# 美原ジャンクション

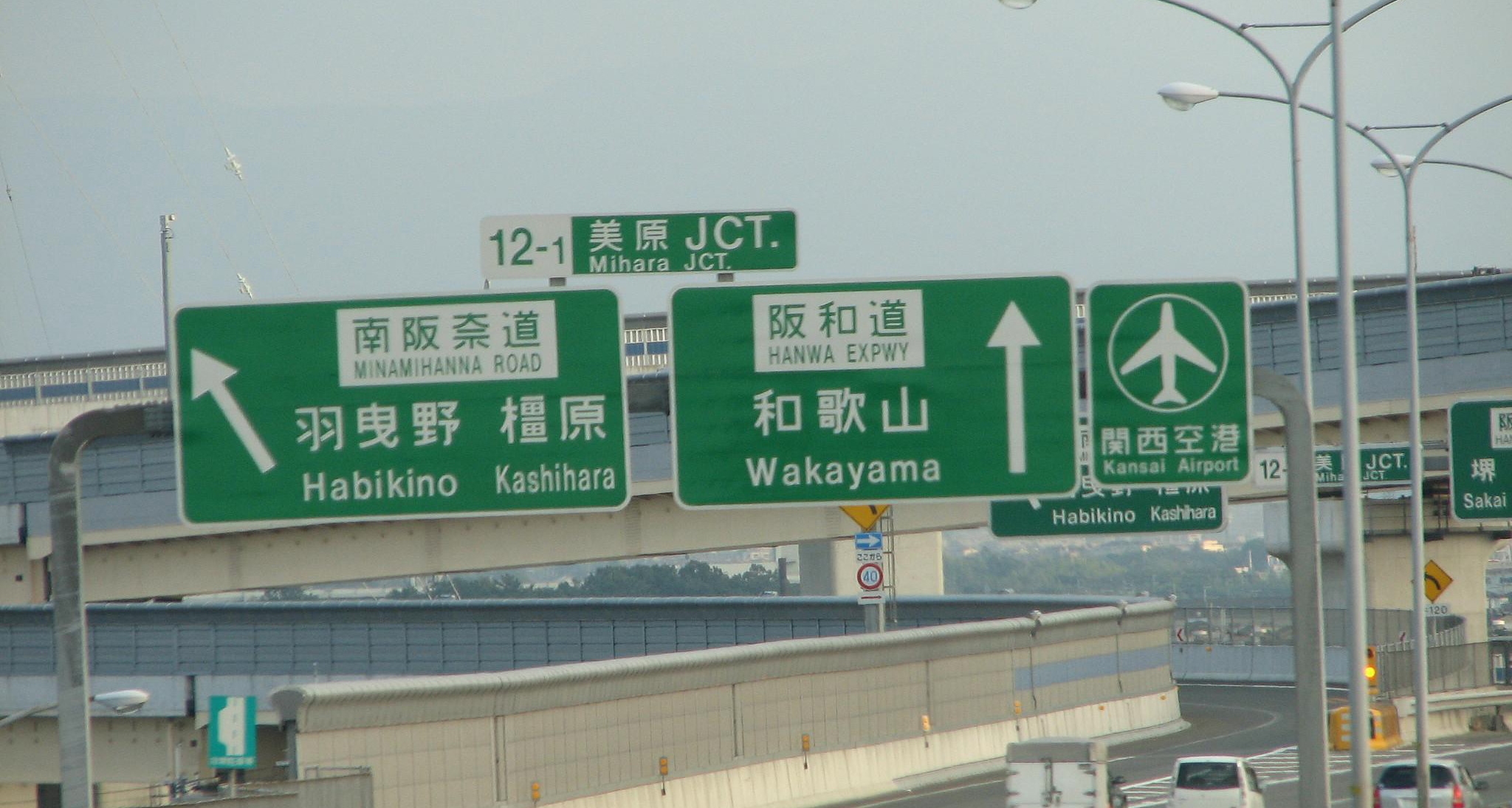
案内板（松原JCT方面から）

美原ジャンクション（みはらジャンクション）は、大阪府堺市美原区にある、阪和自動車道と南阪奈道路を接続するジャンクションである。

## 道路
- E26 阪和自動車道（12-1番）
- E91 南阪奈道路

## 歴史
- 2004年（平成16年）3月28日 : 南阪奈有料道路美原JCT - 南阪奈道路葛城IC間開通により、開設。
- 2018年（平成30年）4月1日 : 美原JCT - 羽曳野IC間が大阪府道路公社から西日本高速道路に移管され、南阪奈道路に改称。

## 隣
E26 阪和自動車道
(10) 松原JCT - (11) 松原IC - (12) 美原北IC - (12-1) 美原JCT - (13) 美原南IC - 堺本線TB - (14) 堺JCT
E91 南阪奈道路
(12-1) 美原JCT - (1) 美原IC - たじはや本線TB - (2) 美原東IC